# 1. Brigaden (Danmark)
1. Brigaden (danska: 1. Brigade) är den ena av danska arméns två brigader och innehar ansvaret för utbildningen av Danmarks bidrag till internationella insatser samt den danska arméns stående insatsstyrkor.

## Historia
Även om brigaden bildades i sin nuvarande form 2005 så går dess rötter tillbaka till år 1863 och uppsättandet av 6. Brigad som senare också deltog i Dansk-tyska kriget året därpå.
6. Brigade verkade fram till år 1867 då det bestämdes att den skulle dras in och ersättas av 1. Jyske Brigade som också skulle överta brigadens traditioner. 1. Jyske Brigade kom att bestå av två s.k. halvbrigader som 1880 omvandlades till 7. Regiment respektive 8. Regiment. 1. Jyske Brigade nedlades år 1910.
Brigaden var under perioden 1867-1910 förlagt i både i Fredericia (7. Regiment) och i Århus (Stab och 8. Regiment).
Från 1910 är det således ett tomrum i brigadens historia som slutar när 7. Brigadegruppe upprättas ur Jyske Fodregiment (f.d. 7. Regiment) 1957. 7. Brigadegruppe upphörde i sin tur 1961 då den ersattes av den återuppsatta 1. Jyske Brigade. 
Från och med 2005 verkar 1. Jyske Brigade under namnet 1. Brigade och utgör den danska arméns stående insatsstyrka.

## Ingående enheter
Ingående enheter (2019):
- Brigadstab
- 1. Ledningsbataljonen, Ledningsregementet
- I. Pansarinfanteribataljonen (I/LG), Den Kongelige Livgarde
- I. Pansarinfanteribataljonen (I/GHR), Gardehusarregimentet
- II. Pansarinfanteribataljonen (II/JDR), Jydske Dragonregiment
- 1. Logistikbataljonen, Trängregementet
- 1. Pansaringenjörbataljonen, Ingenjörregementet
- 1. Artilleribataljonen, Danska artilleriregementet
- 1. ISR-bataljonen, Underrättelseregementet

## Befälhavare sedan 2005
| Namn                | Grad          | Period             |
| ------------------- | ------------- | ------------------ |
| Agner Rokos         | Brigadgeneral | 1/9-05 - 30/11-06  |
| Peter Bartram       | Brigadgeneral | 1/12-06 - 31/12-09 |
| Michael Lollesgaard | Brigadgeneral | 1/1-10 - 22/3-13   |
| Per Knudsen         | Brigadgeneral | 1/5-13 - 16/12-15  |
| H. Lyhne            | Brigadgeneral | 16/12-15 - Nutid   |